# Гельмерот
Гельмерот (нім. Helmeroth) — громада в Німеччині, розташована в землі Рейнланд-Пфальц. Входить до складу району Альтенкірхен. Складова частина об'єднання громад Альтенкірхен.
Площа — 3,57 км2. Населення становить 189 ос. (станом на 31 грудня 2020).